# Alagirsky (huyện)
Huyện Alagirsky (tiếng Nga: ? райо́н) là một huyện hành chính tự quản (raion), của Bắc Ossetia, Nga. Huyện có diện tích 2012 kilômét vuông. Trung tâm của huyện đóng ở Alagir.